# Sarah Puntigam
Sarah Puntigam, née le 13 octobre 1992 à Raning en Autriche, est une footballeuse internationale autrichienne évoluant au poste de milieu de terrain au Dash de Houston. Depuis septembre 2021, elle est la recordwoman du nombre de sélections avec l'Autriche.

## Biographie

### Carrière en club
Sarah Puntigam commence le football à sept ans dans la ville de Gnas, puis signe en 2007 au LUV Graz où elle marque 13 buts en deux saisons et 34 matchs. Elle intègre le Bayern Munich en 2009 et y joue avec l'équipe réserve et l'équipe première durant quatre ans. Elle joue la saison 2013-2014 au SC Kriens, puis retourne en Bundesliga où elle joue de 2014 à 2018 au SC Fribourg.
Sarah Puntigam s'engage en juillet 2018 en France au Montpellier HSC. Elle quitte le club après la saison 2021-2022 et s'engage avec le 1. FC Cologne.

### Carrière en sélection
Sa carrière avec l'équipe nationale d'Autriche commence en 2017 avec les U19, puis en mars 2009 avec les A.
Elle dispute les qualifications pour le championnat d'Europe 2013, où l'Autriche termine deuxième de son groupe, mais se fait éliminer par la Russie en barrages. Quatre ans plus tard, elle dispute le championnat d'Europe 2017 et l'Autriche va jusqu'en demi-finale. Auparavant, elle participe au Tournoi de Chypre en 2016, que l'Autriche remporte.
Le 6 mars 2020, Sarah Puntigam honore sa centième sélection avec l'Autriche, puis égalise le record de sélections de Nina Burger le 14 juin 2021, et enfin, bat ce record le 17 septembre 2021. Elle reste talonnée par Carina Wenninger.

## Palmarès
Bayern Munich
- Vainqueur de la DFB-Pokal en 2012

Equipe d'Autriche
- Vainqueur du Tournoi de Chypre en 2016

## Vie privée
Sarah Puntigam fait son coming-out en décembre 2019, à la suite de celui de Viktoria Schnaderbeck, via la photo d'un baiser sur Instagram. En juin 2022, elle épouse Genessee Daughetee, sa coéquipière à Cologne.